# Krajenka
Krajenka (germană Krojanke) este un oraș în Polonia.

## Populație
| An   | Număr |
| ---- | ----- |
| 1772 | 900   |
| 1783 | 848   |
| 1805 | 1.946 |
| 1831 | 2.035 |
| 1853 | 3.063 |
| 1857 | 2.061 |
| 1875 | 3.303 |
| 1880 | 3.531 |
| 1890 | 3.344 |
| 1925 | 3.354 |
| 1933 | 3.345 |
| 1939 | 3.233 |
| 1945 | 150   |
| 1960 | 3.100 |
| 2006 | 3.651 |